# Mastigoproctus colombianus
Mastigoproctus colombianus là một chi bọ cạp roi được tìm thấy ở Colombia, Nam Mỹ, gần các khu vực sa mạc phía tây.

## Mô tả
Mastigoproctus colombianus có chiều dài từ 45 đến 65 milimét (1,8 đến 2,6 in). Chúng có màu nâu và chân cuối màu đỏ.
Giống như các bộ liên quan Schizomida, Amblypygi và Solifugae, chúng chỉ có sáu chân để đi, đã biến đổi hai chân đầu tiên để phục vụ các cơ quan cảm giác giống như râu. Loài bọ cạp này không có tuyến nọc độc, nhưng chúng lại có các tuyến gần phía sau của bụng có thể phun ra một sự kết hợp của axit axetic và axit octanoic khi chúng bị quấy rầy. Axit acetic có mùi giống mùi giấm

## Hành vi
Loài bọ cạp roi này là động vật ăn thịt, săn mồi về đêm và ăn chủ yếu là côn trùng và động vật nhiều chân nhưng đôi khi vào sâu và sên.

## Nơi sinh sống
Mastigoproctus colombianus được tìm thấy ở các vùng nhiệt đới và cận nhiệt đới của Colombia. Chúng đào hang dưới lòng đất thường bằng hai chân đầu tiên, và chúng cũng dùng hai chân này vận chuyển nào con mồi. Chúng Họ cũng có thể chui sâu dưới các khúc gỗ, đống gỗ mục nát, đá, và các mảnh vỡ thiên nhiên khác. Chúng thích những nơi ẩm, tối tăm và tránh ánh sáng.